# États de Curaçao
VIe législature
Bâtiment du Parlement curacien
Les États de Curaçao (en néerlandais : Staten van Curaçao) — ou le Parlement de Curaçao (en papiamento : Parlamento di Kòrsou) — est le parlement monocaméral de Curaçao, un État du royaume des Pays-Bas. Il compte 21 députés élus au scrutin proportionnel plurinominal pour un mandat de 4 ans. Chaque membre détient son siège jusqu'à ce que le Parlement soit dissous, lors des élections générales qui ont lieu tous les 4 ans.
Les États de Curaçao nomment le Premier ministre et les membres du Conseil des ministres qu'il dirige. Ce même Premier ministre propose au souverain un gouverneur de Curaçao, représentant de la couronne nommé pour six ans.

## Système électoral
L'île forme un État du Royaume des Pays-Bas à part entière depuis la dissolution de la fédération des Antilles néerlandaises en 2010. Le parlement est créé en octobre 2010.
Les États sont un parlement monocaméral. Ils sont composés de 21 députés élus pour 4 ans selon un mode de scrutin proportionnel plurinominal dans une unique circonscription.

## Composition actuelle
| Partis | Partis                                                                 | Voix   | %     | Sièges |
| ------ | ---------------------------------------------------------------------- | ------ | ----- | ------ |
|        | Mouvement pour l'avenir de Curaçao (MFK)                               | 41 638 | 55,22 | 13     |
|        | Parti national du peuple (PNP)                                         | 12 297 | 16,31 | 4      |
|        | Parti de la vraie alternative (PAR)                                    | 7 561  | 10,03 | 2      |
|        | Mouvement Antilles nouvelles Parti de l'innovation nationale (MAN-PIN) | 6 378  | 8,46  | 1      |
|        |                                                                        |        |       |        |
| Total  | Total                                                                  | Total  | Total | 21     |

## Liste des présidents
| Période          | Période          | Identité                   | Étiquette   | Qualité |
| ---------------- | ---------------- | -------------------------- | ----------- | ------- |
| 10 octobre 2010  | 3 octobre 2012   | Ivar Asjes                 | PS          |         |
| 3 octobre 2012   | 2 novembre 2012  | Dean Rozier                | Indépendant |         |
| 2 novembre 2012  | 10 décembre 2012 | Amerigo Thodé              | MFK         |         |
| 10 décembre 2012 | 02 novembre 2016 | Marcolino Franco           | PAIS        |         |
| 2 novembre 2016  | 16 janvier 2017  | Humphrey Davelaar          | PNP         |         |
| 16 janvier 2017  | 17 février 2017  | Giselle Mc William         | MAN         |         |
| 17 février 2017  | 23 mars 2017     | Gilmar Pisas               | MFK         |         |
| 23 mars 2017     | 10 mai 2017      | Amerigo Thodé              | MFK         |         |
| 11 mai 2017      | 3 juin 2020      | William Millerson          | PAR         |         |
| 3 juin 2020      | 11 mai 2021      | Ana-Maria Pauletta         | PAR         |         |
| 11 mai 2021      | 11 mai 2025      | Charetti America-Francisca | MFK         |         |
| 11 mai 2025      | En cours         | Fergino Brownbill          | MFK         |         |